# 波利卡爾帕 (納里尼奧省)
波利卡爾帕是哥倫比亞的城鎮，位於該國西南部，由納里尼奧省負責管轄，距離首府帕斯托93公里，始建於1592年，面積467平方公里，海拔高度975米，2005年人口9,798。
1°38′N 77°28′W / 1.633°N 77.467°W